# دل‌لر جئیر
دل‌لر جئیر (به لاتین: Dəllər Cəyır) یک منطقه مسکونی در جمهوری آذربایجان است که در شهرستان شمکور واقع شده‌است. دل‌لر جئیر ۵۰۳۸ نفر جمعیت دارد.